# Сент Хенри (Охајо)
Сент Хенри (енгл. St. Henry) град је у америчкој савезној држави Охајо.

## Демографија
По попису из 2010. године број становника је 2.427, што је 156 (6,9%) становника више него 2000. године.
| Група             | 2000.         | 2010.         |
| Белци             | 2.242 (98,7%) | 2.386 (98,3%) |
| Афроамериканци    | 0 (0,0%)      | 2 (0,1%)      |
| Азијати           | 0 (0,0%)      | 0 (0,0%)      |
| Хиспаноамериканци | 28 (1,2%)     | 35 (1,4%)     |
| Укупно            | 2.271         | 2.427         |